# World Organization of Family Doctors
La World Organization of Family Doctors (Organización Mundial de Médicos de Familia) es el nombre corto de la World Organization of National Colleges, Academies (WONCA) and Academic Associations of General Practitioners/Family Physicians. Es la organización internacional que reúne las universidades, academias y asociaciones interesadas en la práctica de la medicina general (o de familia). La WONCA fue fundada en 1972 con 18 miembros, en la actualidad cuenta con 120 organizaciones de 99 países. En total, el número de socios de las organizaciones miembro de la WONCA suman más de 500.000 médicos generales / médicos de familia.
La WONCA es una organización afiliada a la Organización Mundial de la Salud (OMS)

## Misión
La misión de la WONCA es mejorar la calidad de vida de los pueblos del mundo a través de la definición y promoción de sus valores, mediante:
- el fomento y el mantenimiento de altos estándares de atención en medicina general / medicina de familia,
- promoviendo el cuidado personal, integral y permanente para el individuo en el contexto de la familia y la comunidad,
- fomentando y apoyando el desarrollo de organizaciones académicas de los médicos generales / médicos de familia,
- proporcionando un foro para el intercambio de conocimientos e información entre las organizaciones miembro de los médicos generales / médicos de familia,
- y en representación de la investigación educativa, y las actividades de prestación de servicios de los médicos generales / médicos de familia ante los organismos mundiales y otros foros relacionados con la salud y atención médica.

## Comité Internacional de Clasificación de la WONCA
El WONCA International Classification Committee (WICC) ha producido la Clasificación Internacional de Atención Primaria (CIAP), un sistema de codificación clínica de atención primaria de salud.
El uso del CIAP está creciendo rápidamente en Europa, y actualmente se utiliza en las historias clínicas electrónicas para codificar los episodios de atención, los problemas de salud y los motivos de consulta de los pacientes. También se maneja a nivel nacional en Noruega, los Países Bajos y Bélgica. Actualmente se utiliza tanto en la práctica clínica diaria, de hecho es el estándar para la Atención Primaria y los servicios de urgencias, como para la investigación y la educación en medicina.